# Sister Cities International

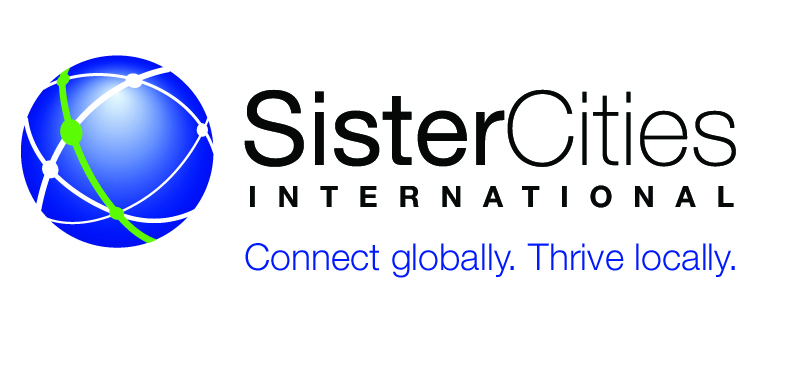
Logo da Sister Cities International

Sister Cities International é uma organizações sem fins lucrativos dedicada a promover cidades-irmãs/cidades-gémeas, especialmente entre cidades nos Estados Unidos e cidades em outros países.